# Martin Betzou
Martin Betzou (* 29. April 1893 in Brome; † 14. April 1973 in Norderstedt-Harksheide, Kreis Segeberg) war ein deutscher Maler. Er gilt neben Wolfgang Willrich und Wilhelm Petersen als einer der bedeutendsten norddeutschen Porträtmaler der ersten Hälfte des 20. Jahrhunderts. 

## Leben
Betzou studierte an der Hamburger Kunstgewerbeschule und an der Berliner Akademie der Künste. Nach seinem Studium ging er nach Paris, um dort im Atelier des Impressionisten Pierre Bonnard zu lernen und zu arbeiten. Als selbstständiger Künstler arbeitete er zunächst in Berlin und war später von 1917 bis 1931 in Wilhelmshaven-Rüstringen ansässig. Die Stadt Wilhelmshaven kaufte zahlreiche seiner Bilder für die städtische Gemäldesammlung.

## Illustrationen
Frontispiz mit dem Farbbildnis des Verfassers in: Piatscheck, Konrad: Aus der Braunkohle. Halle/Saale, 1937.